# Cixius pidani
Cixius pidani är en insektsart som beskrevs av Anufriev 1988. Cixius pidani ingår i släktet Cixius och familjen kilstritar. Inga underarter finns listade i Catalogue of Life.